# Немири у Федерацији Босне и Херцеговине 2014.
Немири у Федерацији БиХ 2014. или Демонстрације у Федерацији БиХ 2014. представљају серију радикалних протеста на већем делу територије Федерације Босне и Херцеговине. Први протести почели су 4. фебруара у Тузли, немири су убрзо проширени и на остале градове са бошњачком већином. Демонстранти су, између осталог, запалили зграду Председништва БиХ, као и зграде влада кантона Сарајево, Тузла и Зеница. У Републици Српској су неколико пута организовани протести подршке од стране бошњачких удружења и невладиних организација, али нису забележени немири.

## Захтеви демонстраната
Ове наводно "социјалне немире" је покренула такозвана група "Удар", која је своје ставове формулисала кроз фејсбук статусе. Главни политички захтев ове групе је враћање на снагу ратног Устава Републике БиХ из 1993. године, који би Босну и Херцеговину претворио у унитарну државу. Председник ХДЗ БиХ Драган Човић оценио је да је социјални бунт у БиХ злоупотребљен и искориштен како би се кренуло бруталним нападима на институције државе.

## Контроверзе

### Национализам
У Мостару су демонстранти запалили хрватску заставу, а током немира у том граду су уништавани кипови Госпе, распећа и хрватски национални симболи.